# Éloi Meulenberg

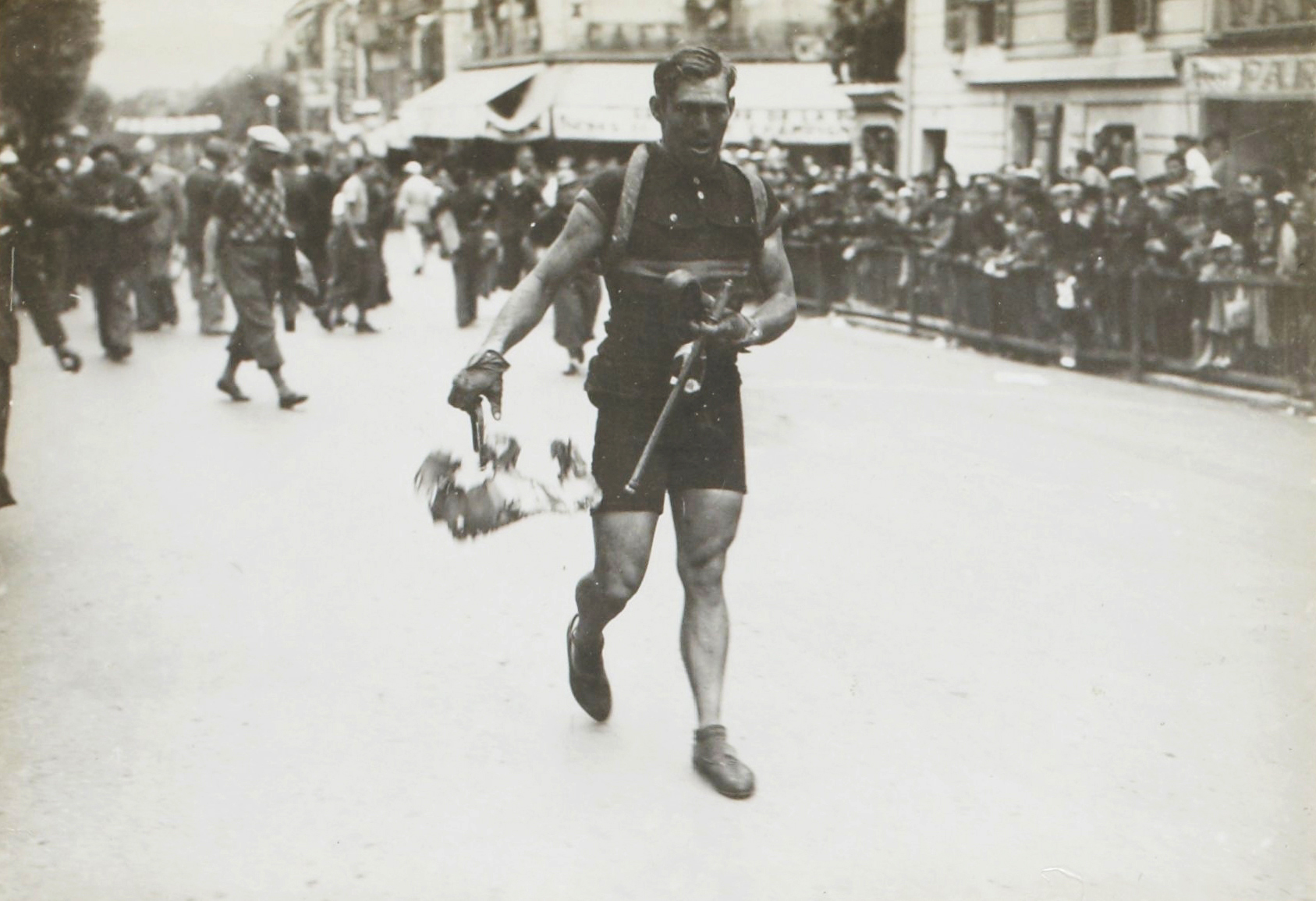
Éloi Meulenberg au Tour de France 1936.

Éloi Meulenberg, né le 22 septembre 1912 à Jumet (Charleroi) et mort le 26 février 1989, est un coureur cycliste belge. Professionnel de 1934 à 1950, il a notamment été champion du monde sur route en 1937. Il a également gagné Liège-Bastogne-Liège, Paris-Bruxelles et neuf étapes du Tour de France.

## Palmarès

### Palmarès année par année
- 1932
  - 9e étape du Tour de Belgique indépendants
- 1934
  - Bruxelles-Liège
  - 5e étape du Tour de l'Ouest
- 1935
  - Grand Prix de Fourmies
  - 2e du Tour des Flandres
- 1936
  - Paris-Bruxelles
  - 6e et 18ea étapes du Tour de France
  - 3e du Circuit de Paris
  - 5e de Liège-Bastogne-Liège
  - 10e de la Flèche wallonne
- 1937
  -  Champion du monde sur route
  - Liège-Bastogne-Liège
  - Grand Prix de la ville de Vilvorde
  - 11ea, 13eb, 14ea et 14ec étapes du Tour de France
  - 1re étape du Tour de Belgique
- 1938
  - 4ea, 4eb et 5e étapes du Tour de France
  - 8e de Paris-Bruxelles
  - 10e de Paris-Tours
- 1939
  - Champion du Hainaut
  - GP Sanal
- 1943
  - Champion du Brabant
  - Grand Prix de l'Escaut
- 1945
  - Tour du Limbourg
  - 3e du Grand Prix de la Famenne

### Résultats dans les grands tours

#### Tour de France
4 participations 
- 1936 : 34e, vainqueur des 6e et 18ea étapes
- 1937 : non-partant (17e étape), vainqueur des 11ea, 13eb, 14ea et 14ec étapes
- 1938 : abandon (12e étape), vainqueur des 4ea, 4eb et 5e étapes
- 1939 : abandon (9e étape)